# Mission Président : Geo-Political Simulator
Mission Président : Geo-Political Simulator est un jeu vidéo de simulation gouvernementale, développé par Eversim et édité par Mindscape, sorti sur Microsoft Windows en 2007 en France. Le jeu est aussi lancé sous l'appellation Commander in Chief aux États-Unis et au Royaume-Uni en 2009.
Une suite est sortie en 2010 sous le nom de Rulers of Nations.

## Système de jeu
Mission Président : Geo-Political Simulator est une simulation gouvernementale dans lequel le joueur incarne le chef du gouvernement parmi plus d'une centaine d'États.
Les possibilités sont immenses, allant de la construction de lignes de TGV, de la montée de la TVA, ou encore du rétablissement de la conscription, jusqu'au bombardement nucléaire[réf. nécessaire].

## Développement
Le jeu est développé par le studio français Eversim.

## Commercialisation
Le jeu est officiellement présenté sous le titre Geopolitical Simulator : Mission Président en mai 2006 par Mindscape, éditeur et distributeur du jeu dans les pays francophones pour une sortie attendue en octobre de la même année. Néanmoins, la sortie du jeu est repoussée pour le mois de mars, à quelques semaines de l'élection présidentielle française de 2007 ; il est d'ailleurs renommé définitivement Mission Président : Geo-Political Simulator. Finalement, à la suite d'un retard d'une semaine sur le nouvelle date de publication, le jeu est commercialisé à partir du 16 mars 2007 en France.
Sous le titre Commander in Chief, le jeu est distribué par Interactive Gaming Software aux États-Unis le 20 janvier 2009, ce qui coïncide avec la prise de fonction du président américain Barack Obama. Il est également disponible au Royaume-Uni au 12 mars 2009.

## Accueil
Lors de sa sortie initiale, le jeu est vivement critiqué par la presse spécialisée francophone et obtient plusieurs notes désastreuses,,, notamment à cause de nombreux bugs[réf. nécessaire]. Eversim a publié plusieurs patchs afin de corriger le jeu[réf. nécessaire].